# Louis le Brocquy
Louis le Brocquy (Dublín, 10 de noviembre de 1916 - 25 de abril de 2012) fue un pintor irlandés. Su trabajo recibió muchos elogios en una carrera que abarcó unos setenta años de práctica creativa. 

## Biografía
le Brocquy era hijo de Albert y Sybil le Brocquy. Estudió en el St Gerard's School y posteriormente química en la Kevin Street Technical School en 1934 y en la Trinity College Dublin. En 1956, representó a Irlanda en la Bienal de Venecia, ganado el Premio Acquisito Internationale (un premio único cuando el evento fue adquirido por Nestlé Corporation) con A Family (National Gallery de Irlanda). Su trabajo fue incluido en la exposición histórica Fifty Years of Modern Art Bruselas, la exposición General de 1958. Ese mismo año se casó con la pintora Anne Madden y dejó Londres para irse a vivir a la Midi francesa.
Le Brocquy fue aclamado por su evocativa "Portrait Heads" de figuras literarias, entre los que se incluyen William Butler Yeats, James Joyce, y sus amigos Samuel Beckett, Francis Bacon y Seamus Heaney. Hacia el final de su vida, los primeros temas "Tinker" de le Brocquy y las pinturas "Family" del período gris atrajeron la atención en el mercado internacional, colocando a Le Brocquy dentro de un grupo muy selecto de artistas británicos e irlandeses cuyas obras obtuvieron precios superiores a £ 1 millón durante sus vidas, un grupo que incluye Lucian Freud, David Hockney, Frank Auerbach, y Francis Bacon. La pintura Tinker Woman with Newspaper (1947–48) estableció un récord mundial de subasta para un artista vivo irlandés, Sotheby's, Irish Sale, Londres, mayo de 2000. El precio (1.15 millones de libras) colocó a Le Brocquy dentro de este selecto grupo de artistas británicos e irlandeses cuyas obras obtuvieron precios superiores al 1 millón de libras durante sus vidas.
La obra del artista está representada en numerosas colecciones públicas de la Guggenheim, Nueva York en la Tate Modern, Londres. En Irlanda, es honrado como el primer y único pintor en ser incluido durante su vida en la "Colección Permanente Irlandesa" de la Galería Nacional de Irlanda.

## Monográficos
- Juncosa, Enriqué, Louis le Brocquy. The Head Image, IMMA Series (Dublin: Irish Museum of Modern Art, 2006), with a contribution by Louis le Brocquy ‘The Human Head, Notes on painting and awareness’, 48 pp., 16 plates. ISBN 88-8158-616-9
- Le Brocquy, Pierre, ed., Louis le Brocquy, The Head Image, (Kinsale: Gandon Editions 1996), with contributions by Prof. George Morgan ‘An interview with Louis le Brocquy’; Michael Peppiatt ‘An interview with Louis le Brocquy’ (1979), [French – German trans.] 184 pp., 80 plates. ISBN 0-946641-58-7
- Madden le Brocquy, Anne, Louis le Brocquy, A Painter Seeing his Way (Dublin: Gill & Macmillan, 1994), 317 pp., 118 duotones. ISBN 0-7171-2180-1
- Morgan, George, Louis le Brocquy, The Irish Landscape (Dublin: Gandon Editions, 1992), with contributions by Louis le Brocquy ‘Artist’s Note’; Prof. George Morgan ‘Watercolour Landscape Painting – An interview with Louis le Brocquy’, [French – German trans.] 100 pp., 40 plates. including special edition. Limited to 250 numbered copies, signed and numbered by the artist. Bound in dark grey cloth, black Morocco spine, stamped in silver, housed in publisher's matching slip-case, Kenny's Bindery, Galway. ISBN 0-946641-29-3
- Morgan, George, Louis le Brocquy, Procession (Kinsale: Gandon Editions, 1994), contributions by Prof. George Morgan ‘An interview with Louis le Brocquy’, [French – German trans.] 65 pp., 28 plates. ISBN 0-946641-44-7
- Walker, Dorothy, Louis le Brocquy (Dublin: Ward River Press, 1981; London: Hodder & Stoughton, 1982), with contributions by John Russell; Dorothy Walker; Earnán O’Malley; le Brocquy ‘A Painter’s Notes on his Irishness’, ‘Notes on Painting and Awareness’; Jacques Dupin ‘The Paintings of 1964 – 1966’; Claude Esteban ‘Archaeology of the Face: Images of Lorca’; Seamus Heaney ‘Louis le Brocquy’s heads’. 167 pp., 140 plates. ISBN 0-907085-13-X

## Catálogos
- London: Gimpel Fils, Louis le Brocquy, Watercolours, 20 de mayo – 14 de junio de 1947. Texto de Denys Sutton.
- Dublin: The Victor Waddington Galleries, Pinturas y tapices de Louis le Brocquy, diciembre de 1951
- Los Ángeles: Esther Robles Gallery, Louis le Brocquy, 23 de mayo – 20 de junio de 1960.
- Zürich: Galerie Leinhard, Louis le Brocquy, Enero de 1961. Texto de Robert Melville [French trans.].
- London: Gimpel Fils, Louis le Brocquy, 12 de septiembre – 10 de octubre de 1961. Texto de Herbert Read.
- Dublín: Municipal Gallery of Modern Art [Arts Council/An Chomhairle Ealaíon], Louis le Brocquy, A Retrospective Selection of Oil Paintings 1939 – 1966, 8 de noviembre – 11 de diciembre de 1966. Texto de Francis Bacon; Anne Crookshank 'Louis le Brocquy'; Jacques Dupin 'The Paintings of 1964 – 1966' [French trans.].
- Belfast: Ulster Museum, Louis le Brocquy, A Retrospective Selection of Oil Paintings 1939 – 1966, 19 de diciembre – 1 de enero de 1967. ASIN: B0006CH5G4
- Zürich: Gimpel & Hanover Galerie, Louis le Brocquy, Bilder 1967 – 1968, 12 de enero – 12 de febrero de 1969. Texto de Anne Crookshank, Jacques Dupin, Herbert Read, Robert Melville [German].
- New York: Gimpel Weitzenhoffer, Louis le Brocquy, 27 de abril – 15 de mayo de 1971.
- St. Paul: Fondation Maeght, Louis le Brocquy, 9 de marzo – 8 de abril de 1973. Texto de Claude Esteban ‘Histoire Calcinée’; Jacques Dupin ‘Louis le Brocquy’ [French].
- London: Gimpel Fils Gallery, Louis le Brocquy, 1–26 de octubre de 1974. Texto de John Montague ‘The Later le Brocquy’ [including Italian trans.]. ASIN: B0007AJR34
- Dublín: Dawson Gallery, Louis le Brocquy, Studies Towards an Image of W.B. Yeats, 26 de noviembre – 13 de diciembre de 1975. Texto de le Brocquy ‘Studies Towards an Image of W.B. Yeats’.
- París: Musée d’Art Moderne de la Ville, Louis le Brocquy, A la Recherche de W.B. Yeats. Cent Portraits Imaginaires, 15 de octubre – 28 de noviembre de 1976. Texto de Jacques Lassaigne; John Montague ‘Les visages de Yeats’; le Brocquy ‘A la recherche de Yeats’.
- Genoa: Galleria d’Arte San Marco dei Giustiniani, Genova, Louis le Brocquy, Studies Towards an Image of James Joyce, 12 de noviembre – 7 de diciembre de 1977. Texto de le Brocquy ‘Studies towards an Image of James Joyce’; John Montague ‘Jawseyes’ [including Italian trans.]. ASIN: B0007BIC1G
- New York: Gimpel Weitzenhoffer, Louis le Brocquy, Studies Towards an Image of James Joyce, septiembre – octubre de 1978.
- Montreal: Waddington Galleries, Louis le Brocquy, Studies Towards an Image of James Joyce, noviembre 1978.
- Barcelona: Galería Maeght, Louis le Brocquy, 88 Studies Towards an Image of Federico García Lorca, octubre de 1978. Texto de Claude Esteban ‘Arqueología del rostro’ [Spanish – French].
- París: Galerie Jeanne-Bucher, Louis le Brocquy, Images de W. B. Yeats, James Joyce, Samuel Beckett, Federico García Lorca, Auguste Strindberg, Francis Bacon, 27 de noviembre – 27 de diciembre de 1979. Texto de Michael Peppiatt ‘Louis le Brocquy’ [French]. ISBN 2-85562-003-1
- Albany: New York State Museum, Louis le Brocquy and the Celtic Head Image, 26 de septiembre – 29 de noviembre de 1981. Texto de Kevin M. Cahill; Proinsias MacCana ‘The Cult of Heads’; Anne Crookshank ‘Louis le Brocquy’. ASIN: B000PT8ZJE
- Zürich: Gimpel-Hanover Galerie, Louis le Brocquy, études vers une image de William Shakespeare, 14 de enero – 19 de febrero de 1983. ISBN 2-85562-012-0
- Charleroi, Belgium: Palais des Beaux-Arts, Louis le Brocquy, 23 de octubre – 28 de noviembre de 1982. Texto de Serge Faucherau ‘La Peinture de Louis le Brocquy’; Proinsias MacCana ‘Le culte des têtes’.
- Melbourne: Westpac Gallery [Per National Gallery of Victoria], Louis le Brocquy, Images, 1975–1987, mayo – junio de 1988.
- Antibes: Musée Picasso, Louis le Brocquy, Images, 1975–1988, 1 de julio – 15 de septiembre de 1989. Texto de Danièle Giraudy, Michael Gibson, John Montague, Bernard Noël, Robert Melville, Seamus Heaney, Richard Kearney [French].
- Kamakura, Japan: Museum of Modern Art, Kanagawa, Louis le Brocquy, Images Single and Multiple, 1957–1990, 5 de enero – 3 de febrero de 1991. Texto de Brendan Kennelly ‘A Peering Boy’; Dorothy Walker ‘Images, Single and Multiple 1957 – 1990’; Seamus Heaney ‘Holding the Eye’; John Russell ‘Louis le Brocquy’; Tadayasu Sakai ‘Notes for a Discussion of Louis le Brocquy’ [English/Japanese].
- Dublin: Irish Museum of Modern Art, Louis le Brocquy, Paintings 1939 – 1996, 16 de octubre de 1996 – 16 de febrero de 1997. Texto de Declan McGonagal; Alistair Smith ‘Louis le Brocquy: On the Spiritual in Art’. ISBN 1-873654-46-4
- London: Agnew's, Louis le Brocquy, Aubusson Tapestries, 3–29 de mayo de 2001. Preface by Mark Adams. Texto de le Brocquy ‘Artist’s Notes’; Seamus Heaney ‘le Brocquy’s Táin’; Dorothy Walker ‘Le Brocquy’s Tapestries’.
- Cork: Crawford Municipal Art Gallery, Louis le Brocquy, Procession, 10 de octubre – 15 de noviembre de 2003. Texto de Peter Murray ‘Eros and Thanatos, Louis le Brocquy’s Procession paintings’.
- Limerick: The Hunt Museum, Louis le Brocquy Allegory and Legend, junio – septiembre 2006. Texto de Yvonne Scott ‘Allegory and Legend’. ISBN 0-9520922-5-5
- París: Galerie Jeanne-Bucher, Louis le Brocquy, Radiance, ‘Retrospective à l’occasion de son 90ème anniversaire’, 12 de octubre – 10 de noviembre de 2006. Texto de Jean-François Jaeger and Louis le Brocquy, ‘Notes on my painting’.
- London: Gimpel Fils, Louis le Brocquy. Homage to his Masters, 24 de noviembre – 13 de enero de 2007. Texto de James Hamilton, ‘Ireland’s Prospero of Painting: Celebrating the Sixty Year Partnership between Louis le Brocquy and Gimpel Fils’. OCLC 201657178 ISBN 978-1-899421-09-1
- Dublín: National Gallery of Ireland, Louis le Brocquy, Portrait Heads: ‘A celebration of the artist’s 90th birthday’, 4 de noviembre – 13 de enero de 2007. Texto de Colm Tóibín ‘Louis le Brocquy, A Portrait of the Artist as an Alchemist’; Dr. Síghle Bhreathnach-Lynch ‘"Behind the Billowing Curtain of the Face". Louis le Brocquy's Portrait Heads’; Pierre le Brocquy ‘Chronology: The Head Series’. ASIN: B001X644OI
- Dublín: Dublin City Gallery The Hugh Lane. Louis le Brocquy and his Masters. Early Heroes, Later Homage, 14 de enero – 30 de marzo de 2007. Texto de Barbara Dawson 'Unfailing Eye', Louis le Brocquy 'Artist's Note', Mick Wilson 'To look, and then to look again, once more', Pierre le Brocquy 'Chronology: First Works'. ISBN 1-901702-24-3